# الفقر في الجزائر
الجزائر  بلدٌ يقع في قارة إفريقيا على طول ساحل البحر الأبيض المتوسط. وتُعتبر من الناحية الجغرافية أكبر دولة في شمال إفريقيا ويبلغ عدد سكانها نحو 42 مليون نسمة. حتى ثمانينيات القرن العشرين، تمتعت المروك بثروة نسبية بعد استقلالها عن فرنسا في عام 1962 ، إذ انتعش اقتصادها بفضل ارتفاع النفط. وأصبح الفقر في الجزائر مشكلة حادة بعد انهيار النمو الاقتصادي في منتصف ثمانينيات القرن ذاته. ومنذ ذلك الحين، أدى انخفاض أسعار النفط في الأسواق الدولية إلى تراجع الاقتصاد الجزائري، مما ساهم في ارتفاع معدلات البطالة والفقر. كان لغياب الديمقراطية والصراع السياسي والإنفاق الحكومي دورٌ في مشكلة الفقر.

## الاقتصاد الجزائري
وفقًا للبنك الدولي، يعتمد الاقتصاد الجزائري بأساسه على تصدير المحروقات، التي تشكل نحو 30% من الناتج المحلي الإجمالي للبلاد و60% من إيرادات الميزانية. تحتل الجزائر المرتبة العاشرة بأكبر احتياطي للغاز الطبيعي في العالم وهي سادس أكبر مصدر للغاز الطبيعي. يشكل الغاز الطبيعي والنفط مجتمعين 95% من عوائد الصادرات الجزائرية. مكنت الاحتياطيات الكبيرة من الغاز الطبيعي والنفط في الجزائر من الحفاظ على استقرار نسبي في الاقتصاد الكلي.
كافحت الجزائر لإقامة صناعات غير هيدروكربونية. وكان لتقلبات أسعار النفط تأثير كبير على رفاهية سكان الجزائر، إذ تعين على الحكومة زيادة عائدات الضرائب. منذ 2013، انخفضت احتياطيات الجزائر من النقد الأجنبي بأكثر من 40%. ويرجع ذلك أساسًا إلى التأخير المتكرر في تنفيذ المشاريع وصعوبة جذب الاستثمارات. أدى انخفاض عائدات الغاز والنفط إلى اتخاذ الحكومة الجزائرية إجراءات تصحيحية في الميزانية الاتحادية لعام 2016 بهدف خفض الإنفاق وتعويض هبوط أسعار النفط. تضمنت ميزانية 2016 زيادة بنسبة 4% في الإيرادات الضريبية وتخفيضًا بنسبة 9% في النفقات. امتنعت الحكومة الجزائرية عن تقليص الدعم المباشر للرعاية الصحية والتعليم وبرامج الإسكان التي تمولها الحكومة.

### انتشار الفقر
وفقًا لمكتب الإحصاء الوطني، شهدت الجزائر تراجعًا كبيرًا في مستويات الفقر، إذ تراجعت نسبته إلى 5.5% في عام 2011 عن 14.1% في عام 1995. وبالرغم من أن نسبة السكان الذين يعيشون على أقل من دولارين في اليوم استقرت عند 14.1% في عام 1995 بعد انخفاضها من 81% في عام 1988، فإنها تراجعت منذ ذلك الحين وحتى عام 2011 إلى 5%. وازدادت حصة الدخل التي ينالها أفقر 20% من الجزائريين من 6.5% في عام 1990 إلى 9.4% عام 2010.
وفقًا لوكالة المخابرات المركزية، يقدر عدد السكان القابعين تحت خط الفقر في الجزائر اعتبارًا من عام 2011 بنحو 5.5%، وتستقر معدلات الفقر المدقع عند 0.5%. ومع ذلك، يُعتبر 10% من سكان الجزائر عرضة لفقر الحال إذا عاكستهم الظروف. يقيم نحو 75% من الجزائريين الذين يعانون الفقر في مناطق حضرية ويعملون في القطاع غير الرسمي. تعني الفروقات بين المناطق وجود ضعف عدد الفقراء في الصحراء الجزائرية، وثلاثة أضعاف المتوسط الوطني بين المقيمين في السهول.
وفقًا لمؤشر الجوع العالمي، من بين 119 دولة خاضعة للتقييم، احتلت الجزائر المرتبة 39، بنتيجة 9.4، مما يعني أن الأمة تعاني من مستوى جوع منخفض نسبيًا. استمر تحسن هذه النتيجة على مدى العقدين الماضيين. في عام 2000، سجلت الجزائر معدلًا بلغ 15.6 (مستوى جوع متوسط) و10.6 (مستوى جوع متوسط) في عام 2010. بالإضافة إلى ذلك، انخفضت نسبة الأشخاص الذين يعانون من سوء التغذية من 10.7% في عام 2000 إلى 4.7% في عام 2018. ومع ذلك، فقد ارتفع معدل انتشار الأطفال الذين يعانون من نقص التغذية دون سن الخامسة من 3.1% إلى 4.1% في عام 2018 وانخفض معدل ظاهرة نقص الوزن لدى الأطفال دون سن الخامسة إلى 2.6% (2009). من ناحية أخرى، بلغ متوسط العمر المتوقع عند الولادة في الجزائر 76.078، اعتبارًا من 2016.
يُعتبر ارتفاع معدل البطالة السبب الرئيسي للفقر في الجزائر. يكشف التحليل الذي أجرته لجنة الأمم المتحدة الاقتصادية لأفريقيا عن تفاوتات كبيرة في الجزائر على أساس الجنس والسن. قُدِّر معدل البطالة اعتبارًا من عام 2015 بنحو 11.2%؛ ومع ذلك، بلغت نسبة من هم ضمن الفئة العمرية 16- 24 سنة ما يقارب 30%. بالإضافة إلى ذلك، تؤثر البطالة على ضعف عدد النساء تقريبًا مقارنة بالرجال، إذ تقدر نسبة البطالة بين النساء بنسبة 16.6%. وفقًا للبنك الدولي، فإن البطالة المستمرة بين الشباب لها تأثير كبير على تطور الظروف المعيشية للأسر، مما يجعل العديد من الشباب عاجزين عن كسب أجر مجز ومستوى معيشي لائق.
كان من المتوقع أن تُقدر القوة العاملة في عام 2001 بنحو 9 ملايين أو 29% من مجموع السكان. تشير إحصائيات البنك الدولي إلى أن أكثر من ثلث سكان الجزائر يعيشون في فقر ويقيم 70% منهم في مناطق ريفية ونائية. يثير استمرار عجز الجزائريين على تأمين فرص العمل إلى جانب الركود المتوقع لاقتصادهم، مخاوف من زيادة محتملة في عدد الأسر التي تعيش في أوضاع غير مستقرة ومن ارتفاع معدل الفقر الإجمالي. يُعتبر نحو 10% من إجمالي السكان، أي ما يعادل 4 ملايين جزائري تقريبًا، عرضة لفقر الحال إذا استمرت الظروف بمعاكستهم. يقيم المهاجرون من أفريقيا جنوب الصحراء الكبرى في مستوطنات عشوائية، في تامنراست مثلًا.

## الجذور التاريخية للفقر في الجزائر

### الاستعمار الفرنسي للجزائر
منذ عام 1517 وحتى 1830، كانت الجزائر جزءًا من الإمبراطورية العثمانية. أدى ضعف سيطرة الإمبراطورية العثمانية على الجزائر إلى فترة وجيزة من التحرر، حتى شن العاهل الفرنسي حربًا بهدف الاحتلال الكامل في عام 1830. وعلى إثر «حادثة مروحة الداي»، أعلنت فرنسا حصارًا استمر لمدة ثلاث سنوات على الجزائر عام 1827. ضرب الداي حسين، آخر حاكم عثماني في الجزائر، القنصل الفرنسي بمروحة يده عندما لم يتمكن القنصل من الإجابة على سؤال الداي بشأن ديون فرنسا للجزائر. نُسق الغزو الفرنسي للجزائر أيضًا بهدف تعزيز مكانة العاهل الفرنسي المتراجعة. ردًا على «حادثة مروحة اليد»، قرر الفرنسيون إعلان غزو كامل للجزائر عام 1830 بنية فرض الحكم الفرنسي. وبعد ثلاثة أسابيع، استحوذت فرنسا على الجزائر وضمتها.

### تأثير الاستعمار الفرنسي
كان الاستعمار الفرنسي للجزائر عام 1830 ذا تأثير كبير على الهوية الوطنية للجزائر ونظامها الاجتماعي. فبعد الاستعمار الفرنسي، حصل تدفق كبير من الطبقة العاملة الأوروبية إلى الجزائر وخصوصًا من إيطاليا وإسبانيا وفرنسا.
أدى استيلاء الجنود الفرنسيين على الجزائر إلى تجريد العديد من المزارعين الجزائريين الأصليين من أراضيهم، نتيجة تسليمها إلى المستعمرين الأوروبيين. باعت السلطات الفرنسية أراضٍ تعود ملكيتها لمواطنين جزائريين دون مسوغ أو تعويض، مما جعل العمل الكادح يُبذل على أراض بات يملكها الأوروبيون مقابل الحد الأدنى من الأجور.
بحلول نهاية خمسينيات القرن العشرين، قُدر عدد السكان الفرنسيين في الجزائر بمليون نسمة وامتلكت غالبية هؤلاء المستوطنين معظم الأراضي الخصبة في الجزائر.
أدى الاستيلاء على الأراضي الجزائرية وما تبعه من تجريدٍ للممتلكات إلى تفكك المؤسسات التقليدية الجزائرية، إذ حصر المستعمرون الفرنسيون السكان الجزائريين الأصليين بالحاجات الإنسانية الأساسية. بين عامي 1940 و1945، التحق 9% فقط من الأطفال المسلمين في الجزائر بالمدارس الابتدائية وبلغ المعدل التقديري للأمية بين البالغين 86%. وبحلول عام 1988، ارتفعت نسبة البطالة إلى 25% مع استمرار نمو التفاوت بين الأغنياء والفقراء وانخفاض مستوى المعيشة.
في المجال الاجتماعي، عُزل الجزائريون اجتماعيًا لأن غالبية الجزائريين فقدوا مكانتهم الاجتماعية نتيجة للقمع المستمر الذي مارسه المستعمرون الفرنسيون. كان المستوطنون الأوروبيون يتمتعون بسلطة أكبر وكسبوا مداخيل أعلى من الجزائريين الذين كانوا في مواقع التبعية والفقر.